# COC Nederland

COC logo

COC Nederland je nizozemská organizace LGBT žen a mužů. Zkratka "COC" v originále zní jako Cultuur en Ontspanningscentrum (Centrum kultury a volnočasových aktivit) a jejím prvotním účelem bylo zakrýt pravý účel organizace. Založená byla v r. 1946, čímž zaujímá čtvrté místo v pořadí nejstarších LGBT organizací na světě.
Od r. 2000 má federativní strukturu 24 různých místních asociací spojených pod jedním názvem "Federatie van Nederlandse Verenigingen tot Integratie van Homoseksualiteit COC Nederland" (Federace nizozemských asociací pro integraci homosexuality COC Nizozemsko), ve zkratce COC Nederland. Všechny místní asociace mají cca 7000 členů.

## Aktivity
Místní organizace omezují své aktivity a pole působnosti na konkrétní region. Nabízejí osobní podporu, podpůrné skupiny, informace, vzdělávací semináře a jsou zároveň také místem setkávání gayů a leseb. Rovněž podporují zájem o gay a lesbickou tematiku z řad veřejnosti. Činnost organizací je z valné většiny zajišťována dobrovolníky.
Celonárodní COC směřuje své aktivity na národní úroveň, včetně politické lobby (homosexualita ve vzdělávání, rovné zacházení). Kromě toho zaučuje dobrovolníky z místních organizací v poskytování informací a řízení podpůrných skupin. COC dále také publikuje prostřednictvím "Stichting Hoezo/Expreszo" do časopisu Expreszo pro gay, lesbickou a bisexuální mládež.
COC taktéž působí i na mezinárodníma poli, zejména v různých východoevropských a středoasijských zemích, v nichž mapuje životní úrovně tamních LGBT komunit, spolupracuje s tamními aktivisty a pořádá pro ně v Nizozemsku odborné stáže. Projekty stáží pro zahraniční LGBT akvitisty jsou spolufinancovány nizozemským Ministerstvem zahraničí. COC spolupracuje i s dalšími organizacemi jako je například Oxfam Novib.

## Historie
7. prosince 1946 byl v Amsterdamu založen "Shakespeareclub". Zakladateli bylo několik homosexuálních mužů, kteří už v té době působili v magazínu "Levensrecht" (Právo na život). Ten byl založen několik málo měsíců před německou invazí v r. 1940 a po konci 2. světové války byla jeho činnost obnovená. V r. 1949 byl Shakespeareclub přejmenován na "Cultuur- en Ontspanningscentrum" (C.O.C.). Od svého začátku v r. 1946 až do r. 1962 byl jeho vedením pověřen Bob Angelo, pseudonym Nieka Engelschmana.
Cíle C.O.C. byly dvojnásobné: chtěli přispět k sociální emancipaci a rovněž nabídnout kulturní a společenská vyžití homosexuálním mužům a ženám. Sociální emancipace spočívala v usilování o přezkum článku 248-bis Wetboek van Strafrecht (hlavní pramen trestního práva Nizozemska) a jeho následné zrušení. Tato část trestního zákona z r. 1911 trestala sexuální styk s osobou téhož pohlaví ve věkovém rozpětí 16 až 21 let jedním rokem odnětí svobody. Pohlavní styk s osobou opačného pohlaví byl však legální už od 16 let. V prvních letech své existence byli Shakespeareclub a C.O.C. podrobovány přísné kontrole ze strany úřadů. Navzdory tomu se jim ale povedlo rozšířit své aktivity do Haagu, Rotterdamu a posléze i do Utrechtu a Arnhemu. Jiná města jako je Groningen, Leeuwarden a Eindhoven povolovaly homosexuálům shromažďování navzdory odporu místních autorit.
Aktivity C.O.C. sklidily své ovoce zejména v 50. a 60. letech minulého století, kdy se jim podařilo vybudovat subkulturu barů a diskoték pro gaye a lesby, což byla o proti předválečné situaci ohromná změna. Tehdy se homoexuálové setkávali převážně v parcích, na ulici a veřejných toaletách. V r. 1962 vystřídal Boba Angelo na místě předsedy organizace Benno Premsela. S novým předsedou se C.O.C. začala víc zviditelňovat, zejména prostřednictvím změny jména v r. 1964 z "Cultuur- en Ontspanningscentrum" na "Nederlandse Vereniging voor Homofielen COC" (Nizozemská asociace homosexuálů COC), čímž dala jasně najevo, že se jedná o homosexuální organizaci.
V 70. letech zažila akceptace homosexuality obrovský boom. Odpor ze strany církví, zdravotního personálu a společnosti obecně postupně mizel. Vyvrcholením bylo zrušení článku 248-bis v r. 1971 a oficiální uznání COC v r. 1973. Od r. 1971 vystupuje COC pod plným názvem "Nederlandse Vereniging voor Integratie van Homosexksualiteit COC" (Nizozemská organizace pro integraci homosexuálů COC). 70. léta byla však také obdobím radikalizace. COC se primárně snažila o integraci homosexuálů do heterosexuálního prostředí, ale celospolečenské klima je vedlo spíše k zakládání svých vlastních míst ve společnosti nezávisle na heterosexuálech a budování vlastní identity. A to právě protože se aktivní sexuální kultura zrodila v gay komunitě. Mnoho gay organizací působilo mimo COC. Ačkoliv mělo COC status největší gay organizace, ztrácelo podporu a vliv na politickém poli. Směřovalo a směřovalo stále víc a více do jakési gay unie. V 80. letech - době kdy vypukla velká veřejná diskuse na téma AIDS - akceptovala nizozemská vláda COC jako diskutujícího partnera na otázky gay komunity. I přesto je podíl na legalizaci stejnopohlavního manželství v Nizozemsku připisován spíše Gay Krantu, neboť až do poloviny 90. let byla COC toho názoru, že by manželství jako instituce mělo být zcela zrušené.
Čili vedení organizace se obecně potýkalo s výraznými problémy. Poslední krize vedení byla v létě 2004. V důsledku konfliktu ohledně stávajícího předsedy COC se rozhodli dva přední členové vedení odejít. Roztržka nakonec vedla k založení Homo LesBische Federatie Nederland z iniciativy Johna Blankensteina. Po několika váháních byly dobré vztahy mezi dvěma organizacemi obnoveny.

## Zajímavosti
- Homomonument vyjadřuje také symbolickou roli COC na rozvoji LGBT hnutí v Nizozemsku. Jedním z bodů na trojúhelníku jsou symboly kanceláře COC Amsterdam.